# ماتئو کونتینی
ماتئو کونتینی (انگلیسی: Matteo Contini؛ زادهٔ ۱۶ آوریل ۱۹۸۰) بازیکن فوتبال اهل ایتالیا است.
از باشگاه‌هایی که در آن بازی کرده‌است می‌توان به باشگاه فوتبال رئال ساراگوسا، باشگاه فوتبال پارما، باشگاه فوتبال باری، باشگاه فوتبال روبور سیه‌نا، باشگاه فوتبال مونتسا، باشگاه فوتبال یووه استابیا، باشگاه فوتبال لیورنو، باشگاه فوتبال آ. ث. لومتزانه، باشگاه فوتبال آتالانتا، باشگاه فوتبال آ.ث. میلان، باشگاه فوتبال آولینو، باشگاه فوتبال ناپولی، باشگاه فوتبال اسپال، و باشگاه فوتبال وارزه اشاره کرد.